# 布拉姆瓦克
布拉姆瓦克（法語：Bramevaque，法語發音：[bʁamvak]）是法国上比利牛斯省的一个市镇，位于该省东部略偏南，属于巴涅尔德比戈尔区。

## 地理
布拉姆瓦克（42°58'38"N, 0°34'29"E）面积3.77 平方千米，位于法国奧克西塔尼大區上比利牛斯省，该省份为法国西南部内陆省份，北至热尔省，西接大西洋比利牛斯省，南与西班牙接壤，东临上加龙省。
与布拉姆瓦克接壤的市镇（或旧市镇、城区）包括：萨库埃、让布里、莫莱翁巴鲁斯、乌尔德、特鲁巴。

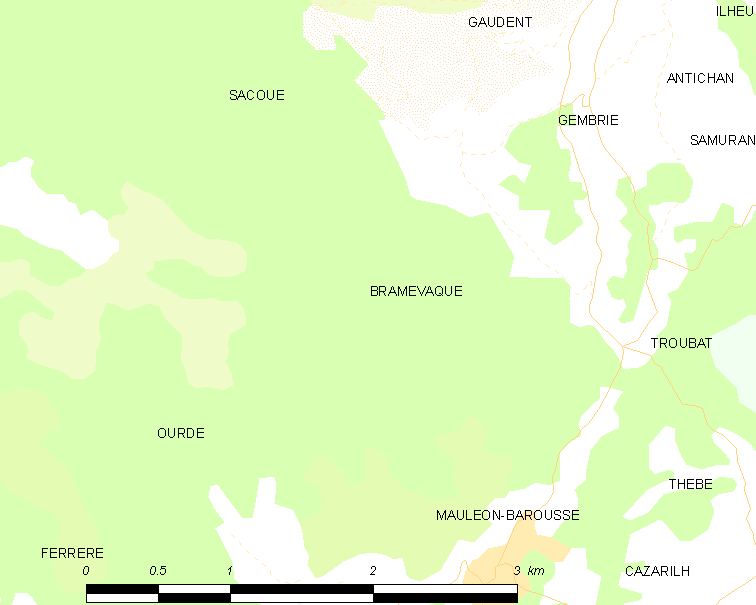
布拉姆瓦克的OSM定位图

布拉姆瓦克的时区为UTC+01:00、UTC+02:00（夏令时）。

## 行政
布拉姆瓦克的邮政编码为65370，INSEE市镇编码为65109。

## 政治
布拉姆瓦克所属的省级选区为巴鲁斯谷县。

## 人口

1962-2008年间布拉姆瓦克人口变化图示

布拉姆瓦克于2022年1月1日时的人口数量为30人。